# رودی اسکاتسل
رودی اسکاتسل (چکی: Rudi Skácel؛ زادهٔ ۱۷ ژوئیهٔ ۱۹۷۹) بازیکن فوتبال اهل جمهوری چک بود.
از باشگاه‌هایی که در آن بازی کرده‌است می‌توان به باشگاه فوتبال اسلاویا پراگ، باشگاه فوتبال پاناتینایکوس، باشگاه فوتبال ساوت‌همپتون، باشگاه فوتبال داندی یونایتد، باشگاه فوتبال اسپارتا پراگ، باشگاه فوتبال هرادتس کرالووه، باشگاه فوتبال ملادا بولسلاف، باشگاه فوتبال هارت آف میدلوتیان، باشگاه فوتبال هرتابرلین، باشگاه فوتبال المپیک مارسی، و باشگاه فوتبال لاریسا اشاره کرد.
وی همچنین در تیم‌های ملی فوتبال زیر ۲۱ سال جمهوری چک و جمهوری چک بازی کرده‌است.